# Modiín Il·lit
Modiín Il·lit (en hebreu: מודיעין עילית) (en àrab موديعين عيليت) és un assentament israelià, situat a l'oest de Cisjordània, situat a mig camí entre Tel-Aviv i Jerusalem, i amb l'estatus de ciutat des de 2008. Com el seu nom indica, constitueix un suburbi de la municipalitat de Modiín, situada a 6 km al sud-oest, als turons que discorren al llarg de la Línia Verda. També sol ser anomenat Quiriat Séfer (lit. "Ciutat del Llibre"), el nom del seu primer barri, establert el 1994.
Segons l'Oficina Central d'Estadístiques d'Israel, el desembre de 2008 tenia una població total de 41.900 habitants, sent la major comunitat jueva i la de major taxa de creixement demogràfic de la regió de Judea i Samaria (Cisjordania).

## Història
Quiriat Séfer s'esmenta en el Llibre dels Jutges, destruït pels Romans al segle i, reconstruït i destruït novament al segle ii durant la Revolta de Bar Kokhebà. Les restes del poble van ser el focus d'una excavació arqueològica durant la dècada dels 90, que es conserven a la zona de la ciutat moderna. Les actuals habitatges es van completar el 1994, i al consell local de Modiín Il·lit se li va donar l'estatus de ciutat el 7 de març de 2008.
Situat al nord de Modiín, Modiín Il·lit és als contraforts de les Muntanyes de Judea a 286 metres sobre el nivell del mar. Modiín Il·lit té hiverns suaus i estius calorosos i secs amb temperatures mitjanes de 32 °C durant el dia. Els poblats veïns immediats de Modiín Il·lit són els moixavim de Mattityahu i Haixmonaïm. Quiriat Séfer, "el poblat del llibre", és el barri més extens, i es va construir el 1994.

## Demografia
D'acord amb l'Oficina Central d'Estadístiques d'Israel, el 2008, la ciutat tenia una població total de prop de 42.000, cosa que en feia la major ciutat israeliana a Cisjordania. La ciutat tenia una taxa de creixement anual del 10 per cent en l'any 2008, a causa de la construcció d'habitatges nous i el creixement natural de la població. S'estima que el 80 per cent de la població és menor de 30 anys. Hi ha molts immigrants, sobretot del Regne Unit, França, Russia i els Estats Units. Tota la població de Modiín Il·lit són jueus observants. La majoria dels residents són jueus asquenazites, però també hi ha sefardites i jueus hassidim.